# O Geógrafo (Vermeer)
O Geógrafo (em neerlandês:  De geograaf) é uma pintura a óleo sobre tela do pintor holandês Johannes Vermeer datada de 1669 e que pertence atualmente ao Städelsches Kunstinstitut de Frankfurt, na Alemanha.
É uma das três pinturas que Vermeer assinou e datou, sendo as outras duas O Astrónomo e A Alcoviteira. Na parede frontal está a assinatura e a dataː "I Ver Meer  MDCLXVIIII".
O geógrafo, envergando um robe de estilo japonês que era então popular entre os estudiosos, é apresentado como sendo "alguém animado pela pesquisa intelectual", com uma postura ativa e a presença de mapas, gráficos, um globo e livros, bem como um compasso que ele segura na mão direita. De acordo com Arthur Wheelock, "A energia nesta pintura [...] é transmitida de forma notável através da pose da figura, da aglomeração de objectos no lado esquerdo da composição e da sequência de sombras em diagonal para a direita na parede."

## Descrição
Vermeer fez várias mudanças na pintura que aumentam a sensação de energia: a cabeça do homem estava originalmente numa posição para a esquerda de onde agora está, indicando que o homem estava a olhar para baixo, em vez de perscrutar o exterior; o compasso que ele segura estava originalmente na vertical; e uma folha de papel estava originalmente sobre o banquinho no canto inferior direito, e ao removê-lo provavelmente tornou mais escura aquela área.
Os detalhes do rosto do homem estão ligeiramente desfocados, sugerindo movimento, uma característica similar a Senhora e Criada (em Galeria), de acordo com Serena Carr. Carr afirma que a pintura retrata um "lampejo de inspiração" ou mesmo "revelação". A cortina à esquerda e a posição do tapete oriental engelhado sobre a mesa são ambos símbolos da revelação. "Ele agarra um livro como se estivesse prestes a abri-lo para corroborar as suas ideias."

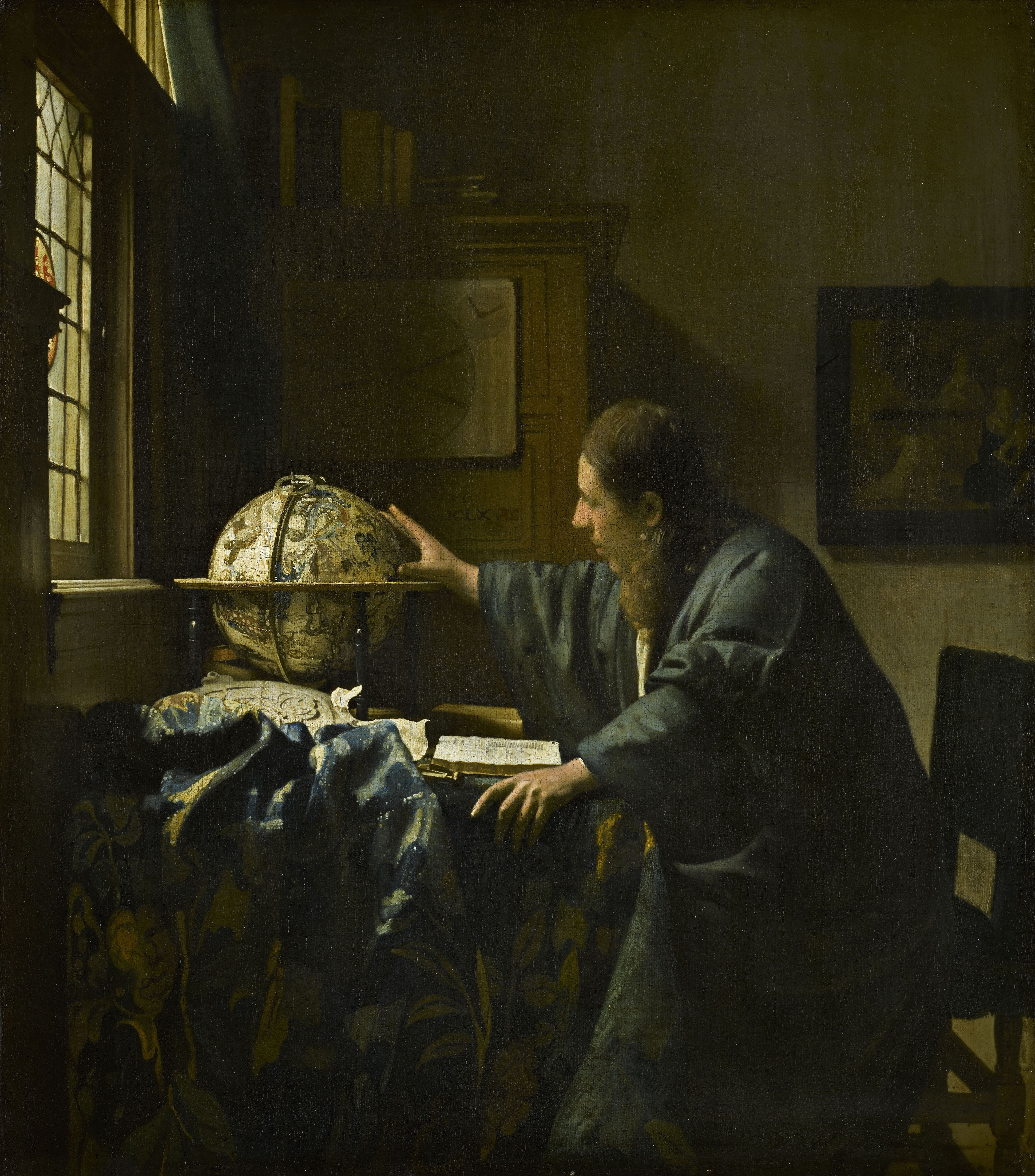
O Astrónomo (1668), que usou o mesmo modelo e tendo outros elementos comuns, tem sido considerado um pendant de O Geógrafo.

A esfera armilar foi elaborada em Amsterdão em 1618 por Jodocus Hondius. Os globos terrestres e celestes eram usualmente vendidos em conjunto, sendo o globo celeste de O Astrónomo outra indicação de que as duas pinturas foram criadas como peças gémeas (pendant), segundo Cant. O globo tem visível o Oceano Índico, onde a Companhia Holandesa das Índias Orientais desenvolvia a sua actividade. Dado que o globo pode ser identificado, sabemos que as armilas tinham inserido um pedido de informação para edições futuras, refletindo o tema da revelação.
Os objetos cartográficos que a figura tem à sua volta são os que um geógrafo realmente teria: o globo, o compasso que segura, um cross-equipe (pendurado na divisória central da janela), usado para medir o ângulo de objetos celestiais como o sol ou as estrelas, e a carta que está a usar, que (de acordo com o estudioso James A. Welu) parece ser uma carta náutica em pergaminho. A carta marítima na parede de "todas as costas marítimas da Europa" foi identificada como a publicada por Willem Jansz Blaeu. Esta precisão indica que Vermeer tinha uma fonte familiarizada com a profissão. O Astrónomo mostra um conhecimento cartográfico sofisticado semelhante de instrumentos e livros e o mesmo jovem modelo. Esse mesmo homem pode ter sido a fonte de Vermeer para a adequada apresentação dos instrumentos geográficos e do conhecimento do assunto.
Wheelock e outros afirmam que o modelo/fonte foi, provavelmente, Anthony van Leeuwenhoek (1632-1723), um contemporâneo de Vermeer e que era também natural de Delft. As famílias de ambos viviam dos têxteis e nelas havia um forte interesse pela ciência e óptica. Sendo um conhecedor de microscópios, van Leeuwenhoek foi referido como sendo tão hábil em "navegação, astronomia, matemática, filosofia e ciências naturais ... que se poderia certamente  considerá-lo com um dos mais ilustres mestres da arte". Outra imagem de van Leeuwenhoek (em Galeria) cerca de 20 anos depois pelo artista Jan Verkolje, que era também de Delft, mostra-nos um rosto largo e um nariz direito similar ao modelo de Vermeer. Na época em que Vermeer pintou as duas obras, o cientista teria cerca de 36 anos de idade e estaria ativamente a estudar para o exame de topógrafo que passou em 1669. Não há prova documental do relacionamento entre Vermeer,  e van Leeuwenhoek, embora, em 1676, este tenha sido nomeado administrador da herança de Vermeer.
A pose da figura é "precisamente a de Fausto (em Galeria) da famosa gravura de Rembrandt" (embora voltada na direção oposta), segundo Lawrence Gowing. Posições semelhantes podem ser encontradas em desenhos de Nicolaes Maes.

## História

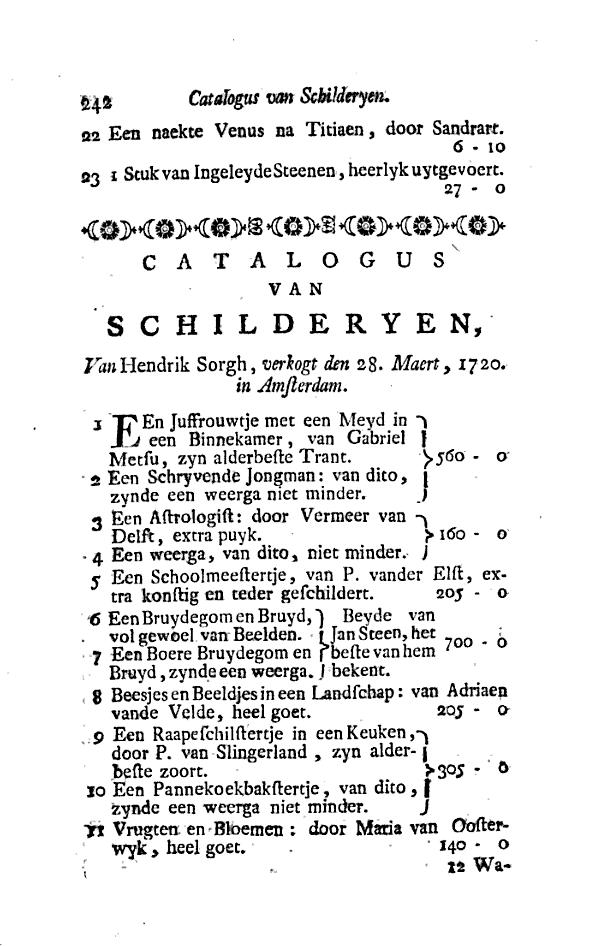
Catálogo de 1720 em que consta a obra.

Durante grande parte da história inicial da pintura (até 1797), esteve junto a O Astrónomo. As duas pinturas não estavam entre as obras vendidas em 1696 numa coleção tida aparentemente pelo patrocinador do artista, Pieter van Ruijven, sendo o registo mais antigo da obra de 1713. Até ao final do século XVIII, as duas pinturas que eram designadas como "Astrólogos" foram vendidas por um anónimo em 1713 por 300 florins (uma "soma considerável", de acordo com Wheelock).
Hendrik Sorgh, negociante de arte, pode ter comprado a pintura então porque fazia parte da sua coleção quando faleceu em 1720, tendo sido vendida por 160 florins. Govert Looten, um vizinho de Sorgh em Amsterdão comprou a pintura que foi vendida em 1729 por 104 florins. Jacob Crammer Simmonsz também de Amsterdão possuiu o par de "gémeos" antes de 1778, tendo-as a decorar a sua residência juntamente com outra obra de Vermeer que se desconhece (representando uma senhora a despejar o vinho). Simmonsz vendeu ambos, O Astrónomo e O Geógrafo, neste último ano ao banqueiro huguenote Jean Etiènne Fizeaux de Amsterdão cuja viúva manteve O Geógrafo até 1785. Em 1794 pertencia a Jan Danser Nijman de Amsterdão que o vendeu em 1797 ao editor Christiaan Josi. Mais tarde foi comprado por Arnoud de Lange de Amsterdão e com isto as duas pinturas "gémeas" foram separadas. De Lange vendeu-o em 1803 por 360 florins.
Antes de 1821, a pintura foi adquirida por Johann Goll van Franckenstein Jr. de Amsterdão. Pertenceu a Alexandre Dumont de Cambrai antes de 1860 que a vendeu a Isaac Pereire de Paris. Pertenceu a Max Kann de Paris que a cedeu ao Príncipe Paulo Demidoff de San Donato, de Florença, por volta de 1877, que a vendeu em 1880 a A.J. Bosch. Este vendeu a pintura em 1885 (por Õs 8,000) a alguém de Kohlbacher que a vendeu ao Städelsches Kunstinstitut de Frankfurt.

## Galeria

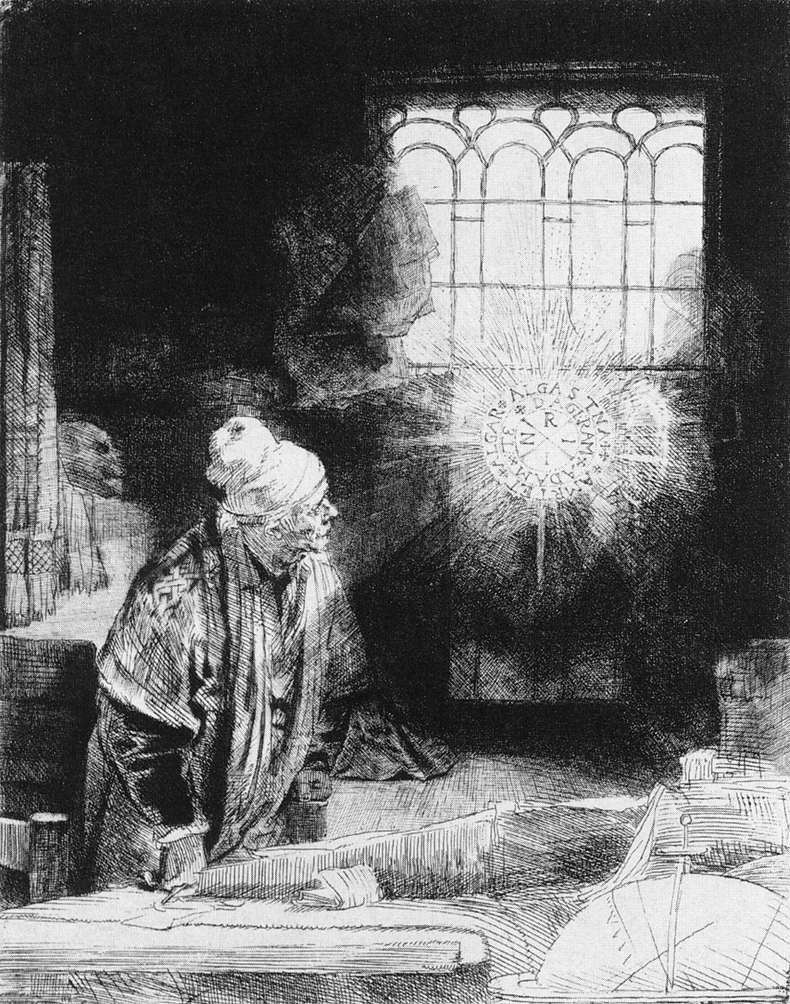
Fausto (c. 1650), gravura de Rembrandt, no Rijksmuseum. Fausto, apresentado também como um sábio, está na mesma pose de O Geógrafo, embora olhando na direção oposta.
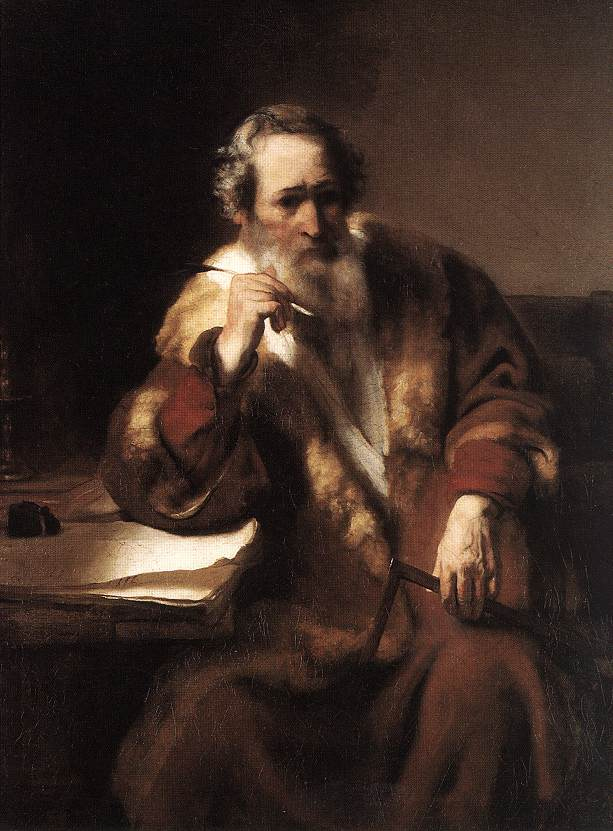
S. Tomás Apóstolo (1656), de Nicolaes Maes, no Museu de Hessen.
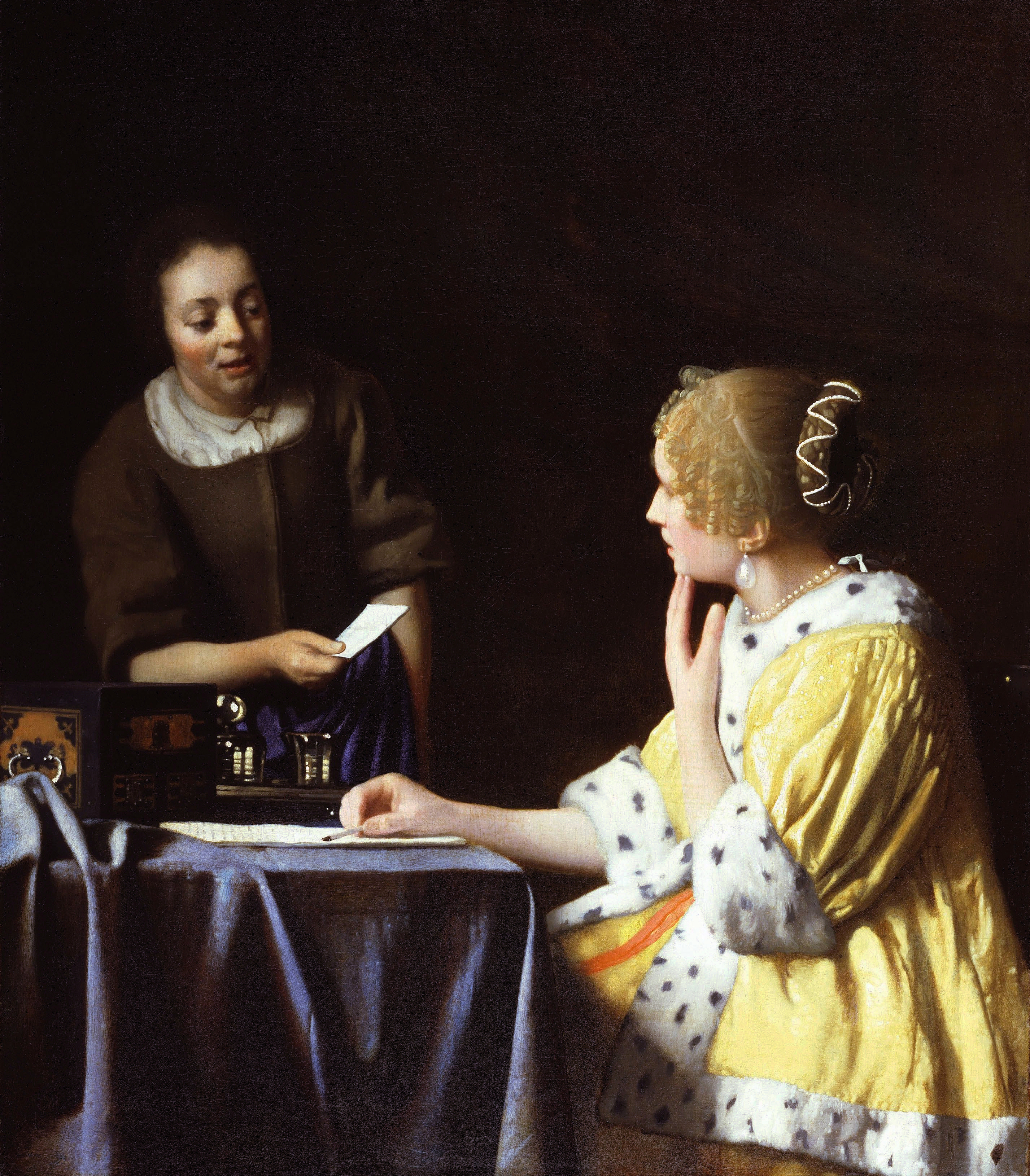
Senhora e Criada (c. 1666-67), Jan Vermeer, na Coleção Frick.
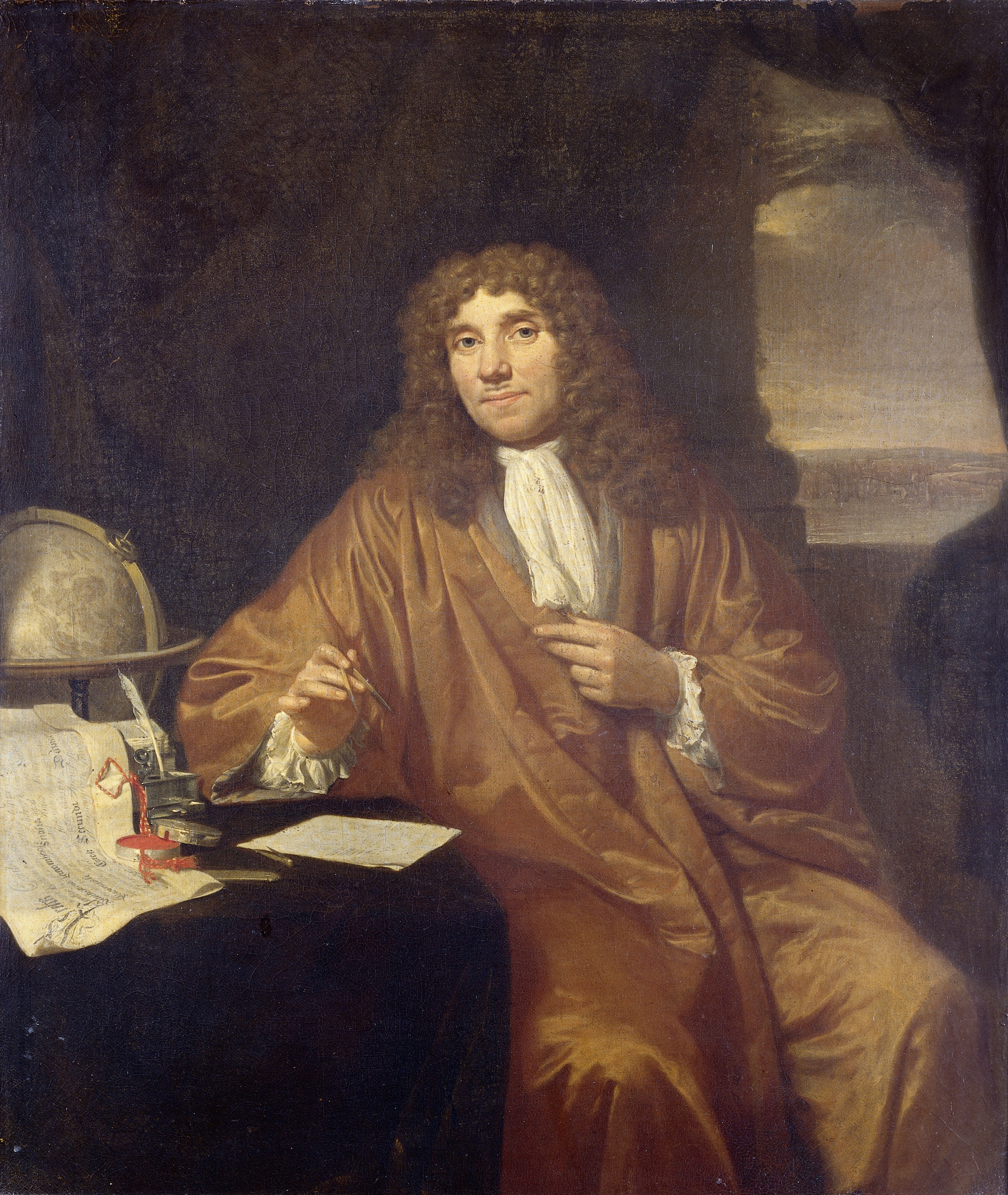
Retrato de Anthony van Leeuwenhoek (c. 1670-1693) de Jan Verkolje, no Rijksmuseum; Anthony van Leeuwenhoek, pintado cerca de duas décadas depois, foi possivelmente o mesmo modelo de Vermeer.